# Peter Müller
Peter Müller, född den 25 september 1955 i Illingen, är en tysk politiker (CDU) och jurist. Han var 1999–2011 Saarlands ministerpresident.